# Lirceus megapodus
Lirceus megapodus är en kräftdjursart som beskrevs av Leslie Raymond Hubricht och J.G. Mackin 1949. Lirceus megapodus ingår i släktet Lirceus och familjen sötvattensgråsuggor. Inga underarter finns listade i Catalogue of Life.